# Roger Northburgh
Roger Northburgh († 22. November 1358) war ein englischer Beamter und Geistlicher. Ab 1321 war er Bischof von Coventry und Lichfield.

## Herkunft und Ausbildung
Roger Northburgh entstammte einer Familie, die möglicherweise aus Norbury in Staffordshire stammte, was aber umstritten ist. Möglicherweise studierte er in Cambridge. Er machte einen Abschluss als Master of Arts, wobei er auch als Magister bezeichnet wurde.

## Aufstieg als königlicher Beamter
1310 und 1311 diente Northburgh als Beamter der Wardrobe, die für die Privaträume des Königs verantwortlich war, aber teilweise auch dessen Finanzen verwaltete. Möglicherweise bereits im März, doch spätestens im September 1312 wurde er Keeper of the Privy Seal. Ab März 1312 war er ständiger Begleiter von König Eduard II., bis er ab November 1312 für sechs Monate vom Hof abwesend war. Möglicherweise geschah dies gemäß den Bestimmungen der Ordinances, den auf Druck einer Adelsopposition erlassenen Reformen am Königshof. Den Ordinances nach sollten die Zuständigkeiten zwischen der Wardrobe und dem Privy Seal getrennt werden, wodurch sich das Amt des Keepers of the Privy Seal von einem Hof- zu einem Staatsamt wandelte. Das Privy Seal verwendete der König zunehmend, wenn er Schriftstücke ohne Zustimmung des Kronrats besiegelte. Während Northburghs Abwesenheit kam es dazu zu einer Fälschung des Privy Seals durch einen Beamten, doch Northburgh hatte weiterhin das Vertrauen des Königs. Im Sommer 1314 begleitete er den König bei dessen Feldzug nach Schottland. Dabei geriet er in der Schlacht von Bannockburn in schottische Gefangenschaft, nachdem der König vom Schlachtfeld geflohen war. Die Schotten erbeuteten auch das Privy Seal und zahlreiche Schriftstücke des Königs. Nach Zahlung eines Lösegelds wurde er im November 1314 freigelassen. Am 1. Februar 1316 legte er das Amt des Keeper of the Privy Seal nieder, als ihn der König zum Verwalter der Wardrobe ernannte. Der Historiker Tout bezeichnete Northburgh zu dieser Zeit als Mitglied einer Middle Party, die im Konflikt zwischen dem König und dem Earl of Lancaster vermitteln wollte. Die Haltung Northburghs in dem Konflikt ist jedoch nicht gesichert, und neuere Historiker zweifeln generell die Existenz einer Middle Party an und bezeichnen deren Mitglieder nur als gemäßigtere Anhänger des Königs. Als Verwalter der Wardrobe nahm Northburgh 1318 an der Parlamentsversammlung in York teil, die gemäß dem Vertrag von Leake wichtige Reformen des königlichen Haushalts beschloss. Dabei wurde er als Verwalter der Wardrobe bestätigt. 1319 nahm er an der erfolglosen Belagerung von Berwick teil. Nach dem Rückzug des englischen Heeres versuchte er zusammen mit Badlesmere, dem Chamberlain of the Household, in Northampton die Verteidigung der Scottish Marches zu organisieren, bis diese Aufgabe John Cromwell und Robert de Umfraville, 8. Earl of Angus übernahmen. 1320 und 1321 war Northburgh zeitweise mit der Führung des Großsiegels betraut, unter anderem besiegelte er 1320 das Schreiben, mit dem der König gegen die Ernennung von Rigaud de Asserio zum Bischof von Winchester durch den Papst protestierte. Mehrfach, unter anderem Ende 1320, gehörte Northburgh Delegationen an, die Verhandlungen mit Schottland führten.

## Aufstieg als Geistlicher

### Ansammlung von Pfründen
Wie zu seiner Zeit üblich, belohnte der König seine Beamten nicht mit einem festen Gehalt, sondern mit geistlichen Benefizien. Im Juli 1315 sollte Northburgh eine Pfründe an der Kathedrale von Lincoln erhalten, die er jedoch nicht annahm, doch im November 1315 nahm er eine andere, offenbar einträglichere Pfründe an derselben Kathedrale an. Durch Vorschlag von Papst Johannes XXII. wurde er 1317 Dekan der Londoner St Paul’s Cathedral, dazu erhielt er 1317 weitere Pfründen sowie das Amt des Archidiakons von Richmond. Zwischen 1321 und 1326 soll Northburgh Kanzler der Universität Cambridge gewesen sein, wofür er jedoch aufgrund seiner anderen Ämter kaum Zeit gehabt hätte. Möglicherweise hatte er dieses Amt auch nie innegehabt, sondern hatte sich 1321 nur beim König zugunsten der Universität eingesetzt.

### Bischof unter Eduard II.
Nach dem Tod von Bischof Langton erlaubte der König am 22. November 1321 die Wahl eines neuen Bischofs für das Bistum Coventry und Lichfield zu wählen. Die Wahl verlief jedoch schwierig, weil innerhalb der Diözese das Kathedralkapitel von Lichfield und das Kathedralpriorat von Coventry um das Recht der Wahl stritten. Zudem bat der König den Papst, seinen Günstling Robert Baldock zum Bischof zu ernennen. Der Papst lehnte dies jedoch ab, und stattdessen wurde am 14. Dezember 1321 Northburgh zum Bischof gewählt. Zu dieser Zeit schlug der König die Rebellion des Earl of Lancaster nieder. Da Northburgh deshalb zunächst weiter am Königshof benötigt wurde, ernannte er am 12. April 1322 in Pontefract Master Ralph Holbeach zu seinem Beauftragten für die Diözese. Am selben Tag übergab ihm der König die Temporalien. Am 20. April ernannte Northburgh in Rothwell Stephen Blound zu seinem Verwalter, während er am 22. April Bischof Gilbert of Annaghdown mit seiner Vertretung in geistlichen Aufgaben betraute. Am 6. Mai ernannte Northburgh Geoffrey Blaston zu seinem Generalvikar, und am folgenden Tag bestätigte er in Bosworth das Amt von Holbeach. Am 27. Juni wurde Northburgh in Halesowen Abbey von Bischof Cobham von Worcester und von fünf weiteren Bischöfen geweiht. Am 31. August gelobte er Walter Reynolds, dem Erzbischof von Canterbury Gehorsam. Möglicherweise sollte John Stratford, der 1323 im Auftrag des Königs am Papsthof in Avignon war, im Auftrag des Königs versuchen, den Papst um eine Erhebung Northburghs zum Kardinal zu bitten. Dies ist jedoch ungesichert und geschah auch nicht. Über die noch immer nicht erfolgte Ernennung von Baldock zum Bischof war der König jedoch äußerst ungehalten, weshalb andere Bischöfe bei ihm in Ungnade fielen. Northburgh genoss aber weiter das Vertrauen des Königs. 1323 beauftragte er ihn, die Besitzungen von Stratford, der anstelle von Baldock vom Papst zum neuen Bischof von Winchester ernannt worden war, zu beschlagnahmen. Als der König eine Invasion seiner Gegner in England befürchtete, wies er Northburgh an, die Aufstellung von Aufgeboten in seiner Diözese zu unterstützen.

### Rolle während des Sturzes von Eduard II. und während der Herrschaft von Mortimer und Isabelle
Trotz seiner bisherigen Förderung durch Eduard II. unterstützte Northburgh rasch die Invasion von Königin Isabelle, die im September 1326 zusammen mit Roger Mortimer und einem Heer in England landete, um die Herrschaft von Eduard II. zu stürzen. Nach dem Sturz des Königs nahm er zusammen mit anderen Bischöfen am 13. und am 20. Januar 1327 Mortimer den Eid ab, die Privilegien der City of London und die Rechte des neuen Königs Eduard III. zu wahren. Ab dem 2. März 1328 diente er als Treasurer, doch bereits am 20. Mai 1328 legte er das Amt wieder nieder, als er zusammen mit Bischof Adam Orleton zu Verhandlungen nach Frankreich reiste. Ende Mai erreichten sie Paris, wo sie vor dem neuen französischen König Philipp VI. den Thronanspruch von Eduard III., der als Sohn von Isabelle de France ein Neffe des bisherigen Königs war, auf den französischen Thron vertraten. Inwieweit Northburgh die Herrschaft von Isabelle und Mortimer, die anstelle des minderjährigen Eduard III. in England die eigentliche Macht innehatten, unterstützte, oder ob er Ende 1328 die letztlich gescheiterte Rebellion von Henry of Lancaster unterstützte, ist unbekannt.

### Politische Tätigkeit unter Eduard III.
Nachdem jedoch Eduard III. im Oktober 1330 in einem Staatsstreich Mortimer stürzte und hinrichten ließ, betätigte sich Northburgh wieder aktiv an der Politik, auch wenn er keine Ämter mehr übernahm. Während des Parlaments von 1333 beriet er zusammen mit anderen Prälaten und Baronen über die Politik des Königs. Anfang 1334 bezeugte er in York eine königliche Urkunde, die Kaufleuten aus Coventry Zollfreiheit gewährte. Im Mai 1337 wurde er zu einer Ratsversammlung nach Stamford berufen, um über die Finanzierung des beginnenden Kriegs mit Frankreich zu beraten. Die Versammlung empfahl dem König, den englischen Wollexport zu monopolisieren. Während des Parlaments im März 1340 wurde Northburgh beauftragt, gemäß verschiedener Petitionen Gesetze zu verfassen, wofür das Parlament im Gegenzug eine Steuer auf den neunten Teil des beweglichen Besitzes bewilligte. Am 21. Juni 1340 wurde er erneut zum Treasurer ernannt. Auch ihm gelang es jedoch nicht, die ständigen Forderungen des Königs nach Geld und Nachschub für den Krieg in Frankreich zu erfüllen. Als Eduard III. Ende November 1340 überraschend aus den Niederlanden nach England zurückkehrte, bezichtigte er den Kanzler Robert Stratford und dessen Vorgänger, Roberts Bruder John Stratford des Versagens. Wie Robert Stratford als Kanzler wurde auch Northburgh am 1. Dezember als Treasurer entlassen, doch aufgrund ihres Status als Bischöfe blieben sie im Gegensatz zu zahlreichen Beamten in Freiheit. Als der König 1341 den Brüdern Stratford die Teilnahme am Parlament nicht erlauben wollte, setzte sich Northburgh mit anderen Bischöfen für ihr Recht an der Teilnahme ein. Damit besiegelte er das Ende seiner politischen Karriere. Er nahm zwar noch an dem Parlament von 1343 teil, das die Rücknahme der 1340 beschlossenen Gesetze durchsetzte, sowie am Parlament von 1344, wo er zusammen mit anderen Bischöfen vergeblich den König bat, den Krieg mit Frankreich zu beenden, doch seinen politischen Einfluss auf den König hatte er verloren.

### Geistliche Tätigkeit
Als Bischof verwaltete Northburgh seine Diözese anscheinend effizient und pflichtbewusst. Nachdem er wegen seines Dienstes für den König sein Amt nur mit zeitlicher Verzögerung übernommen hatte, führte er am  15. September 1322 in Southam eine erste Priesterweihe durch. Am 27. September 1322 unternahm er eine Visitation des Kathedralpriorats von Coventry. Trotz der Vorbehalte der Kanoniker des Kathedralkapitels von Lichfield empfingen ihn diese am 4. Oktober 1322. In Lichfield ernannte er am 8. Oktober 1322 Master William Weston zu seinem Offizial, dazu bereitete er eine Visitation des Archidiakonats von Stafford vor. Als es in Abbots Bromley und Cheswardine Widerstand gegen seine Anordnungen gab, exkommunizierte er die Einwohner der Orte. Seine Visitation des Dekanats von Stafford und Newcastle musste er jedoch unterbrechen, als der König ihn aufgrund eines schottischen Angriffs an seinen Hof berief. In seiner Diözese drohte er Aufwieglern, Dieben von kirchlichen Besitz und Verletzern der kirchlichen Rechte strenge Kirchenstrafen an. Nach seinem Urkundenregister versuchte er auch die geistliche Disziplin der Klöster seiner Diözese zu überwachen. Auch Mönchen, die gegen ihre Ordensregeln verstießen, und abtrünnigen Mönchen und Nonnen drohte er strenge Kirchenstrafen an. Tatsächlich setzte er den Prior von Arbury Priory in Warwickshire ab, wobei er ihn anschließend materiell versorgte. Er führte noch mehrere Visitationen in seiner Diözese durch, nachweisbar 1331, 1338 und von 1347 bis 1348. Auch als Bischof behielt Northburgh  seine Kontakte zum Kathedralkapitel von Lincoln bei. Er unterstützte bei der Kurie die Forderung des Kathedralkapitels, John Dalderby, einen früheren Bischof von Lincoln, heiligzusprechen. Nach seinem Tod wurde Northburgh in der Kathedrale von Lichfield beigesetzt.
Nortburgh förderte als Bischof die Karriere von mehreren Verwandten. Seinen Neffen Michael Northburgh ernannte er 1340 zum Archidiakon von Chester. In welchem Grad Peter, Master Roger und William Northburgh, die während seiner Amtszeit als Bischof Pfründen an der Kathedrale von Lichfield erhielten, mit ihm verwandt waren, ist unbekannt.